# Гундерсхайм
Гундерсхайм (нем. Gundersheim) — община в Германии, в земле Рейнланд-Пфальц.
Входит в состав района Альцай-Вормс. Подчиняется управлению Вестофен. Население составляет 1589 человек (на 31 декабря 2010 года). Занимает площадь 8,64 км².